# L'inafferrabile (film 1949)
L'inafferrabile (Fighting Man of the Plains) è un film del 1949 diretto da Edwin L. Marin.